# Силади, Иштван (писатель)
Иштван Силади (венг. Szilágyi István, 10 октября 1938 года, Клуж, Королевство Румыния — 13 марта 2024 года, Клуж-Напока, Румыния) — венгероязычный писатель

 из Румынии.

## Биография
Иштван Силади родился 10 октября 1938 года в румынском городе Клуж-Напока.
Среднюю школу окончил в Сатмарнемети в 1956 году, затем выучился на механика на железнодорожном транспорте и работал котельщиком и слесарем-сборщиком машин. В 1958 году он начал изучать право в Университете Клужа, который успешно закончил в 1963 году, получив диплом юриста. Ещё будучи студентом, он начал писать литературные тексты и установил творческие контакты с литературным еженедельником «Утунк». В 1968 году Силадьи стал заместителем главного редактора этого журнала и работал в этой должности по 1989 год. Он выступил соучредителем продолжения этого журнала в 1990 году под новым названием «Геликон» и стал главным редактором журнала. 
Жил и работал в Клуж-Напоке, писал романы, повести и рассказы. Его первый крупный литературный успех пришёл с выходом в свет романа «Камни, падающие в пересыхающие колодцы» (первоначально Kő hull apadó kútba), опубликованным в 1975 году. В последующие годы роман был переведён на несколько языков: в 1982 году на немецкий, затем в 1984 году на румынский («Cad pietre în fîntîna seacă»), а в 2001 году на польский («Dudni kamień, dudni…»). Роман представляет собой психологическую переоценку трагической истории Илки Сенди и Денеша Гёнци. Этот роман, написанный Силади по мотивам баллад Арани Яноша, стал нечто большим, чем просто психологический триллер, и по языковому качеству с ним вряд ли может сравниться.
В 1990 году он также привлек к себе большое внимание своим романом «Аганчбозот», объёмом почти 700 страниц. Это история абсурдного видения, одновременно пронизанная мистификациями и иронически изображенной реальностью. Роман «Hollóidő» в 2001 году принес ему новый успех, сравнимый с первым. Сюжет повествует о повседневной жизни, любви, войне и других жестокостях во время османской осады Венгрии. Язык, передающий дух того времени и в то же время гибкий и многогранный, с легкостью и красотой передает юмор, иронию и эмоции. Она увлекает читателя и позволяет ему узнать себя в людях того далекого времени. То, как произведения Силади воспринимаются и оцениваются критиками, было зафиксировано и проанализировано Маркусом Белой в сборнике «Tanulmányok Szilágyi Istvánról», опубликованном в 2003 году издательством Debreceni Egyetemi Kiadó. Осенью 2008 года, к 70-летию писателя, издательство Magvető опубликовало романы Иштвана Силади «Kő hull apadó kútba» и «Hollóidő». Год спустя вышел сборник его лучших рассказов и повестей.
В 2010 году он был избран членом цифровой литературной академии Digitális Irodalmi Akadémia. Его последний роман «Messze túl a láthatáron» был опубликован в 2020 году издательством Magyar Művészeti Akadémia.
Иштван Силади скончался 13 марта 2024 года в возрасте 86 лет